# Edmund Homa
Edmund Homa (ur. 14 września 1927 w Chojnicach, zm. 1 kwietnia 2017) – polski architekt, projektant wzornictwa przemysłowego i architektury wnętrz, profesor Akademii Sztuk Pięknych w Gdańsku.

## Życiorys
Studiował na Wydziale Architektury Wnętrz Państwowej Wyższej Szkole Sztuk Pięknych w Gdańsku (obecna nazwa uczelni: Akademia Sztuk Pięknych w Gdańsku), dyplom w 1955 w pracowni prof. Włodzimierza Padlewskiego. Wyróżniony stypendium artystycznym Akademii Sztuk Pięknych w Kopenhadze w 1968 Członek Rady Artystycznej przy Zarządzie Okręgu ZPAP Gdańsk w latach 1978–1982. Rzeczoznawca Ministerstwa Kultury i Sztuki ds. oceny projektów plastycznych w PP. Pracowniach Sztuk Plastycznych w Gdańsku 1960–1968. Pracownik naukowo-dydaktyczny PWSSP w Gdańsku, od 1994 profesor zwyczajny.
Kierownik Pracowni Projektowania Mebla na Wydziale Architektury i Wzornictwa. W latach 1974–1987 prodziekan, a w latach 1988–1990 dziekan Wydziału Architektury i Wzornictwa. Od 1990 do 1996 prorektor gdańskiej uczelni.

Plastyk był odpowiedzialny za szereg projektów wdrożonych do produkcji, m.in. foteli GFM-64 w wersji niskiej oraz wysokiej z podnóżkiem, GFM-120, GFM-142.
Po śmierci profesora w Gdańsku zorganizowano retrospektywną sesję naukową.

## Odznaczenia
- Krzyż Kawalerski Orderu Odrodzenia Polski – 2005[4]